# 野辺修光
野辺 修光（のべ おさみつ、1942年（昭和17年）8月17日 - ）は、日本の政治家。元宮崎県串間市長。

## 来歴
宮崎県出身。宮崎大学農学部卒。串間市農業委員などを経て、1979年、串間市議会議員に当選する。2期務め、副議長、議長も務めた。1987年に宮崎県議会議員に当選し、1期務める。1990年、串間市長に当選する。1992年、市役所への電算機導入をめぐる収賄事件で逮捕され、市長を辞職。後に有罪が確定した。2000年に市長に復帰するが、後援会長が公職選挙法違反（買収）で逮捕され、拡大連座制の適用を受け、市長を失職となる。その直後の県議会議員補欠選挙に立候補して県議に復帰する。翌年の選挙でも再選。2007年は無投票当選。2010年の串間市長選挙に立候補して当選した。2014年の選挙でも再選。2017年に体調不良を理由に市長を辞職した。

## 栄典
- 2018年 - 旭日中綬章